# 宇津俊昭
宇津 俊昭（うつ としあき、1975年4月21日 - ）は、大阪府箕面市出身の元ムエタイ選手、スポーツトレーナー、経営者。

## 経歴
元プロ野球選手で後に浪華商業の監督となった祖父（平井猪三郎）の影響で7歳から野球を始め北陽高校に進学するが1年秋に退学。
その後、単身タイに渡り1994年にムエタイ選手としてプロデビューを果たす。
1998年に帰国し、会社員を経て2003年ウルトラフットジャパン株式会社（現Ｕ２株式会社）代表取締役就任。
会社を経営する傍ら自らの経験を元にグラビアモデル等への減量指導を経て
2007年より大学野球、高校野球、プロ野球選手等のトレーナーを歴任。

## 戦歴
19戦19勝0敗（11KO）
1997年ルンピニースタジアム、スーパーバンタム級ランキング3位。

## 選手としての特徴
（うつ）及び（としあき）という名前はタイ人が発音しにくい事もあり、当時所属していたジムの会長からポンチャイという愛称を貰い受ける。
日本人という事を認識してもらう為、タイ人に親しみのある自動車メーカーであるトヨタ自動車を組合せた
Pongchai_Toyota（ポンチャイ・トヨタ）というリング名をデビューから引退まで使用していた。

リーチが短い分接近戦での肘撃ちを得意とし、前に押し出るファイティングスタイルが特徴。
反射神経が鋭く、KOの全てはカウンター攻撃によるものである。
CNNの取材の際には「自分は身体能力が高くないので、練習の中では主に反射神経を鍛える事にこだわっている」と応えている。

## トレーナー歴
矢野燿大（阪神タイガース）2008-2009
北川博敏（オリックス・バファローズ）2010-2012
天理大学硬式野球部　2009-2013
天理高校硬式野球部　2014-
福田周平（オリックス・バファローズ）　2018-2020
山﨑福也（北海道日本ハムファイターズ）　2019-
太田椋 （オリックス・バファローズ）　2019-
福永裕基（中日ドラゴンズ）　2024-